# Aida Paula
Aida da Conceição Paula (Lisboa, 9 de dezembro de 1918 - 25 de outubro de 1993), também conhecida por Aida Paulo ou pelo pseudónimo Marta, foi uma comunista portuguesa que se opôs ao governo autoritário do Estado Novo, foi presa três vezes e viveu muitos anos como prisioneira política.

## Biografia
Aida da Conceição Paula nasceu a 9 de Dezembro de 1918 na zona de Campo de Ourique, na capital portuguesa de Lisboa. O pai, Carlos Luís Paula, era pintor da construção civil. A mãe, Luísa da Conceição Paula, era tecedeira e analfabeta, e só aprendeu a ler e escrever na clandestinidade, aos 46 anos. Aos 13 anos, Paula começou a trabalhar numa fábrica de calçado, para ajudar a família financeiramente.. As dificuldades que viveu na infância foram agravadas pela deportação do pai para a colónia portuguesa de Angola em 1927, por motivos políticos. Dezoito meses depois, ela e a mãe iam juntar-se a ele. Regressariam mais tarde a Lisboa, onde Aida ingressou no Partido Comunista Português em 1936, aos 18 anos.

### Primeira prisão
Em fevereiro de 1939, poucos meses após a morte do pai em 1938, Aida Paula entrou na clandestinidade. A mãe, sozinha após a morte do marido, iria juntar-se a ela na clandestinidade e como membro do Partido Comunista. Ambas foram presas pela primeira vez em 27 de maio de 1939, justo com Augusto da Costa Valdez, quando Paula trabalhava numa tipografia clandestina em Algés, perto de Lisboa. Os três foram levados para a sede da Polícia de Vigilância e Defesa do Estado (PVDE), em Lisboa, e depois foram separados. Aida foi isolada numa cela, e interrogada por agentes da polícia que lhe disseram que a mãe estava muito doente e a sofrer e afirmando que se Paula cooperasse com eles, ajudariam a sua mãe. Ela não quebrou o silêncio. Aida Paula foi transferida para a Cadeia das Mónicas em Tires em 13 de Junho, e julgada pelo Tribunal Militar Especial a 19 de Outubro de 1940, recebendo uma pena de 12 meses de prisão, e perda de direitos políticos durante cinco anos. Em Tires, partilhou uma cela com a mãe, onde ficaram isoladas das demais presidiárias.
Libertada poucos dias depois, a 22 de Outubro de 1940, por já ter estado um ano presa, retomou o seu trabalho político e regressou à clandestinidade com a mãe, mudando-se para o Freixial, perto de Loures, a norte de Lisboa. Aqui, entraria em contato com Sérgio Vilarigues, e mais tarde Álvaro Cunhal, que se tornaria secretário-geral do Partido Comunista Português entre 1961 e 1992. Aida Paula e a mãe foram as únicas duas mulheres presentes, ainda que como secretárias, no Primeiro Congresso Ilegal do Partido Comunista Português, realizado no Monte Estoril em 1943. Mais tarde, ela e sua mãe seguiriam caminhos separados, sem se verem por sete anos. Durante os anos 40, Aida Paula escreveu em jornais comunistas, como o jornal de colaboração feminina 3 Páginas, que mudaria de nome para A Voz das Camaradas das Casas do Partido, com o pseudónimo de "Marta", e colaborou na produção do Avante!. Aida Paula aprendeu francês com um camarada e traduziu artigos que foram distribuídos aos membros do Partido Comunista e também escreveu contos e textos de formação.

### Segunda prisão
A segunda prisão de Paula ocorreu em 2 de dezembro de 1958, quase 20 anos depois da primeira, numa habitação clandestina, em Lisboa. Aida Paula esteve em isolamento na Prisão de Caxias, perto de Lisboa, por oito dias e acabou por ser julgada em abril de 1960 por ser membro do Partido Comunista. Foi então condenada a dois anos e meio de prisão, mas esta acabou passando seis anos consecutivos na prisão, devido à aplicação de "medidas de segurança" de "internamento indeterminado de 6 meses a 3 anos, prorrogável". Foi nesse período que foi autora de uma das 13 cartas incluídas no Manifesto de Caxias, dirigido a organizações femininas e democráticas do mundo inteiro, enviadas clandestinamente da Prisão de Caxias em maio de 1961, denunciando as torturas e as condições precárias em que eram mantidas as presas políticas. Aida Paula lutou sempre contra o regime prisional e as condições desumanas, o que a levou a ser punida seis vezes. As punições incluíam não poder receber visitas, não poder fazer exercícios ao ar livre e não receber jornais e outras publicações.

### Terceira prisão
Ao ser libertada a 14 de Janeiro de 1965, Aida Paula saiu da clandestinidade para cuidar de sua mãe, que estava gravemente doente. Voltou a ser presa a 28 de julho de 1967, quando sofreu 18 dias de isolamento na esquadra de Campolide, seguidos de tortura de privação do sono durante seis dias e seis noites. Durante este período foi publicado em França o folheto "É preciso salvar Aida Paula" que denunciava a sua situação prisional, e que chegou a Itália através da Organização das Mulheres Democráticas. Devido ao tratamento que recebeu na esquadra, a sua saúde piorou rapidamente até ser libertada em 2 de maio de 1968, quando foi julgada e absolvida.
Trabalhou então no consultório de uma médica anticolonialista, Julieta Gandra, que conheceu na prisão de Caxias quando dividiam a mesma cela.

### Depois do 25 de Abril de 1974
Pouco tempo depois da Revolução dos cravos, publicou o livro "Com a certeza de quem quer vencer" e prestou depoimentos a  Gina de Freitas e a Rose Nery Nobre de Melo sobre a sua vida na clandestinidade, e as penas de prisão que cumpriu. Aida da Conceição Paula faleceu em Lisboa a 25 de Outubro de 1993.